# العملة الصادرة عن الحكومة اليابانية في جزر الهند الشرقية الهولندية

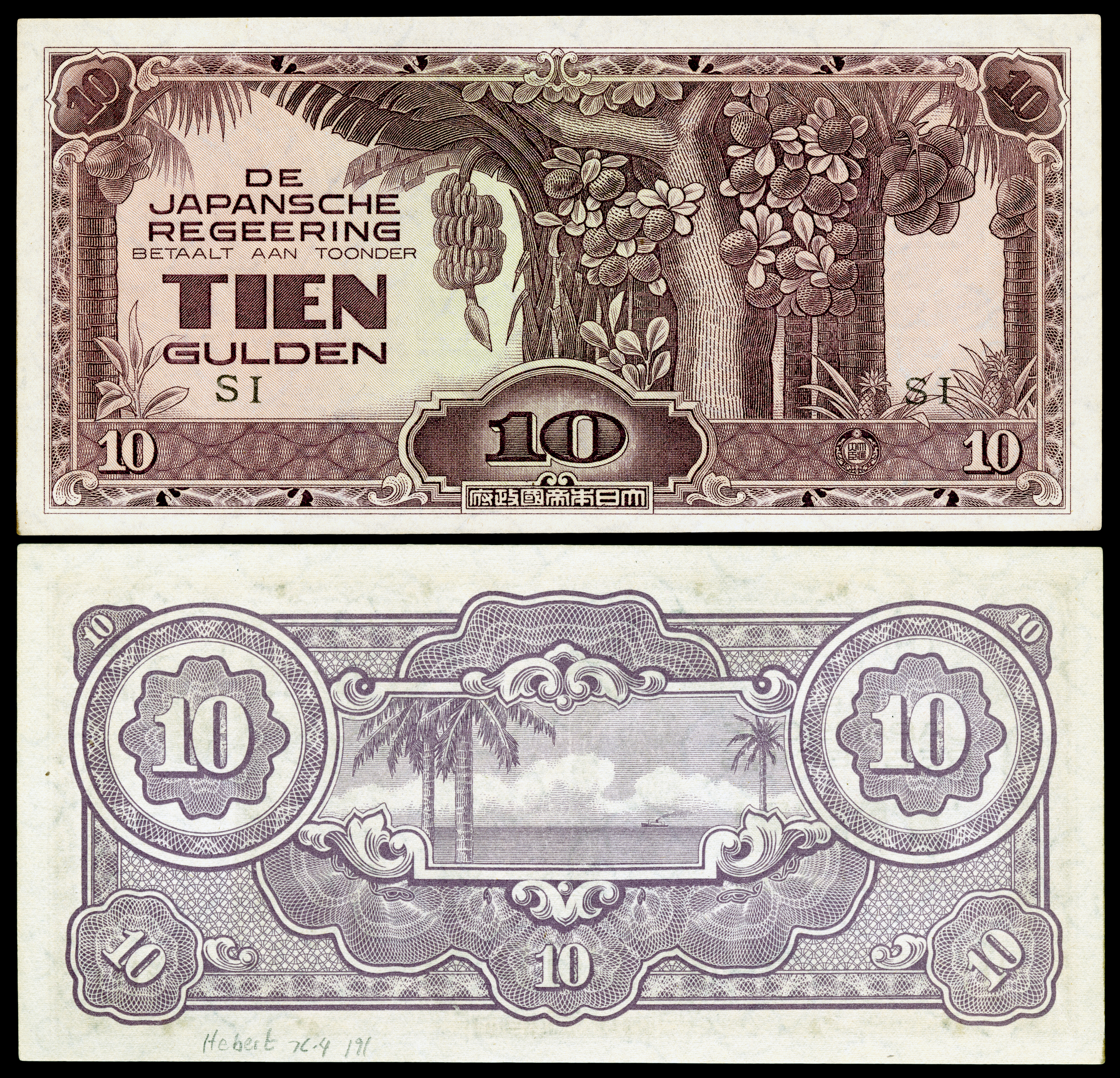
ورقة نقدية من فئة 10 جيلد، جزء من إصدار الأوراق النقدية أثناء الغزو الياباني.

وهي العملة التي أصدرها المحتلون اليابانيون في جزر الهند الشرقية الهولندية بين عامي 1942 و1945. وقد قُسمت إلى 100 سنت (الإندونيسية: sen) واستبدل الجيلدر بالقيمة الاسمية.

## تاريخ

### خلفية
في ديسمبر 1941، بدأت إمبراطورية اليابان هجومها على بورنيو البريطانية؛ وبحلول يناير 1942، بدأت جيوشها بمهاجمة أجزاء من الجزيرة كانت جزءًا من جزر الهند الشرقية الهولندية. وتبع ذلك هجمات على سومطرة وجاوة في فبراير. وفي النهاية، استسلمت الحكومة الاستعمارية الهولندية في 8 مارس 1942، على الرغم من استمرار جيوب المقاومة لعدة أشهر. وفي الأشهر التالية، أغلقت الحكومة اليابانية البنوك، واستولت على الأصول والعملة، وتولت السيطرة على اقتصاد جزر الهند الشرقية.
وُضعت جاوة تحت إدارة الجيش السادس عشر، وسومطرة تحت إدارة الجيش الخامس والعشرين، وبقية الأرخبيل تحت إدارة البحرية اليابانية. وقد أدى هذا التقسيم الإداري إلى اتساع نطاق توزيع بعض الأوراق النقدية. فعلى سبيل المثال، كانت أوراق الـ 100 و1000 جيلدر، بتصميم مشابه للتصميم المستخدم في مالايا المحتلة (أيضًا تحت إدارة الجيش الخامس والعشرين)، مخصصة للتداول في سومطرة فقط. ومع ذلك، لا يوجد دليل على أن هذه الأخيرة كانت قيد الاستخدام بالفعل.

### إشغال
بدأت حكومة الاحتلال اليابانية على الفور في إصدار أوراق نقدية عسكرية لاستخدامها في جزر الهند الغربية المحتلة، كما حدث من قبل في الأراضي المحتلة الأخرى. طُبعت هذه الأوراق النقدية الأولى في اليابان، وأصدرتها وزارة المالية. احتفظ هذا الإصدار رسميًا باسم الجيلدر، على الرغم من أنه كان يُطلق عليه في اللغة المحلية الشائعة اسم oeang Djepang (عملة يابانية) أو oeang pisang (عملة الموز، بسبب الموز البارز على ورقة العشرة جيلدر). يتكون كل جيلدر (أو، لاحقًا، روبيا) من 100 سنت (سين).
بعد بدء الاحتلال، قررت الحكومة العسكرية اليابانية أنه اعتبارًا من 11 مارس 1942، ستكون العملة الوحيدة الصالحة في المنطقة هي الأوراق النقدية العسكرية والجيلدر الاستعماري الموجود. ومع ذلك، سرعان ما بدأت في استبدال عملة ما قبل الحرب بالقيمة الاسمية. وسرعان ما اشترطت استبدال جميع العملات الهولندية الموجودة بإصدار الاحتلال. ومع ذلك، لم تُطبق هذه السياسة بصرامة شديدة، وخُزنت عملة ما قبل الحرب على نطاق واسع، حتى في معسكرات الاعتقال.
بعد معركة تيمور، أصدر اليابانيون مرسومًا، من خلال "تحريرهم بتاريخ 24 فبراير 1942"، يقضي بتداول الجيلدر أيضًا في تيمور البرتغالية، ليحل محل الباتاكا التيمورية.
في مارس 1943، توقفت حكومة الاحتلال الياباني عن إصدار الأوراق النقدية العسكرية؛ في ذلك الوقت، كانت العملة العسكرية بقيمة 353 مليون جيلدر متداولة. نُقلت عمليات الطباعة إلى كولف في باتافيا (جاكرتا حاليًا)، جاوة. صُدرت هذه الأوراق النقدية، التي لم تشهد أي تغيير في المظهر، من قبل بنك التنمية الجنوبي (SDB)، الذي أُنشئ في العام السابق وكان يديره بنك يوكوهاما سبيسي وبنك تايوان.
في ظل بنك التنمية الاجتماعي، صُدرت كمية كبيرة من العملة بشكل متزايد؛ الأستاذ Shibata Yoshimasa (柴田 善雅) يكتب أنه بحلول نهاية عام ١٩٤٣، تضاعف إجمالي التداول تقريبًا ليصل إلى ٦٧٤ مليون جيلدر، ليصل إلى ما يقرب من ملياري جيلدر بنهاية عام ١٩٤٤. أعقب هذه الزيادة في التداول ارتفاع حاد في التضخم. في النهاية، أصبحت هذه العملة، التي أُعيدت تسميتها بالروبية لإصدار عام ١٩٤٤، مستخدمة على نطاق واسع، لكنها انخفضت قيمتها بشكل كبير.

### ما بعد الاستسلام
استسلمت القوات اليابانية في 15 أغسطس، وبعد يومين أعلنت جمهورية إندونيسيا استقلالها. في البداية، قُبلت الروبية اليابانية الصادرة على نطاق واسع كعملة قانونية، إلى جانب الجيلدر قبل الحرب، في كل من المناطق التي تسيطر عليها هولندا وتلك الخاضعة للحكم الجمهوري؛ في الواقع، طبعت الإدارة المدنية لجزر الهند الهولندية (NICA) المزيد للتعامل مع تكاليف إعادة تأسيس الإدارة الهولندية في المنطقة، على الرغم من أن هذا أدى أيضًا إلى زيادة مستمرة في التضخم. ومع ذلك، لم تكن الأوراق النقدية اليابانية الصادرة على قدم المساواة مع الجيلدر قبل الحرب؛ في جاوة، كان سعر الصرف 10:1 إلى 12:1.
في 6 مارس 1946، استبدلت المناطق الخاضعة للسيطرة الهولندية الروبية اليابانية بالجيلدر الصادر من نيكا، مما أعطى سعر صرف رسمي قدره 3 جيلدر نيكا مقابل 100 روبية يابانية. حذت الحكومة الجمهورية حذوها في 30 أكتوبر 1946، واستبدلت عملة الاحتلال بعملة جمهورية إندونيسيا (ORI) بسعر رسمي قدره 50 روبية يابانية مقابل 1 ORI. ومع ذلك، نظرًا للثورة الوطنية الإندونيسية المستمرة والمشهد النقدي الفوضوي الناتج عنها، ظلت الأوراق النقدية الصادرة عن اليابان قيد الاستخدام حتى عام 1949.
قدر وزير المالية الإندونيسي، ألكسندر أندريس ماراميس، في عام 1946 أن اليابانيين قد طرحوا نحو 2.2 مليار روبية في التداول بحلول نهاية الاحتلال. ويقدم شيباتا مبلغًا أعلى بكثير، أكثر من 3.1 مليار. وفي الوقت نفسه، كتب المؤرخ الأسترالي روبرت كريب أن اليابانيين أصدروا أكثر بكثير مما سجلوه، وأن - جنبًا إلى جنب مع الأموال المطبوعة بعد استسلام اليابان - قد يكون الإجمالي الفعلي ما بين 3.5 إلى 8 مليار، مع إصدار 2.7 مليار فقط خلال فترة الاحتلال.
في تيمور البرتغالية، سمح بنك ناسيونال ألترامارينو بتبادل الغيلدر مقابل الباتاكا التيمورية على قدم المساواة حتى 31 ديسمبر 1954.

## عملات معدنية
عُرفت هذه العملات باسم "سلسلة الدمى" نظرًا لتصوير كل منها دمية ظل إندونيسية تقليدية مميزة. صُكت هذه العملات في الأصل من الصفيح بفئات 1 و5 و10 سين. حُدد تاريخها عام 2604 وفقًا لنظام التقويم الإمبراطوري الياباني الكلاسيكي، والذي يُعادل عام 1943 في التقويم الغريغوري. مع انقلاب مسار الحرب ضد اليابان، تعطلت طرق شحنها المواتية، وفُقدت العديد من العملات المعدنية المتجهة إلى جزر الهند الشرقية أثناء نقلها بسبب نيران المدفعية الثقيلة وقصف السفن اليابانية من قِبل قوات الحلفاء بالطوربيدات؛ مما أدى إلى عدم إصدار هذه السلسلة. حُرق معظم المخزون غير المُستخدم لاحقًا، ولم يبقَ اليوم سوى عدد قليل جدًا من العملات من أي فئة.

## الإصدار

### إصدار 1942 (ND) جيلدر
كانت عملة الغزو الياباني المستخدمة في جزر الهند الهولندية مقومة أولاً بالجيلدر (1942) ولاحقًا بالروبية (1944-1945). يحمل إصدار الجيلدر التزام الدفع "De Japansche Regeering Betaalt Aan Toonder" ( تدفع الحكومة اليابانية لحامله) على الأوراق النقدية التي تبلغ قيمتها نصف جيلدر وما فوق. في أوراق النقد الأصغر (1-10 سنتات) تُختصر إلى "De Japansche Regeering". تحمل جميع أموال الغزو الياباني المستخدمة في جزر الهند الهولندية بادئة الكتلة "S" إما متبوعة برقم (الفئات الأدنى، 1-10 سنتات) أو حرف ثانٍ أو كبسط في تخطيط الكتلة الكسرية. أُستخدمت الأرقام التسلسلية للطبعات الأولية للأوراق النقدية من الفئات الأعلى (أي 1 و5 و10 جيلدر) ولكن آلات الطباعة التي استخدمها اليابانيون بعد مارس 1943 (أي منشأة طباعة كولف في جاكرتا) لم تسمح بالترقيم التسلسلي التلقائي وبالتالي كانت المهمة بطيئة للغاية وغالبًا ما أدت إلى أوراق نقدية متعددة بنفس الرقم التسلسلي. بحلول منتصف الطباعة الثانية (كتلة SB) تُخلى عن الأرقام التسلسلية. تُطبع الأوراق النقدية من نصف جيلدر وما فوق على ورق يحمل علامة مائية بزهرة كيري متكررة.

### إصدار روبيا لعام 1944 (ND)
صدرت أوراق "داي نيبون تيكوكو سيهو" ( الحكومة الإمبراطورية اليابانية) لأول مرة في سبتمبر 1944، وكانت مقومة بالروبية وطُبعت بالكامل في جاوة.

## جدول الأوراق النقدية

### الجيلدر الياباني (1942)
| صورة | قيمة      | تاريخ الإصدار | كتل الطباعة                                          | الصور                                           |
| ---- | --------- | ------------- | ---------------------------------------------------- | ----------------------------------------------- |
|      | 1 سنت     | 1942          | أنت                                                  | عمل التمرير                                     |
|      | 5 سنتات   | 1942          | أنت                                                  | عمل التمرير                                     |
|      | 10 سنتات  | 1942          | أنت                                                  | عمل التمرير                                     |
|      | نصف جيلدر | 1942          | جنوب أفريقيا - ساسكاتشوان، جنوب أفريقيا، سريلانكا    | كف المروحة ؛ عمل مخطوطة                         |
|      | 1 جيلدر   | 1942          | SA–SI، SL، SN                                        | شجرة الخبز ؛ عمل مخطوطة                         |
|      | 5 جيلدر   | 1942          | SA–SG                                                | نخيل جوز الهند، البابايا؛ عمل اللفائف           |
|      | 10 جيلدر  | 1942          | جنوب أفريقيا - جمهورية أيرلندا، ساسكاتشوان، سلوفاكيا | شجرة الموز، نخيل جوز الهند؛ أشجار النخيل، الأفق |

### الروبيا اليابانية (1944)
| صورة | قيمة      | تاريخ الإصدار | الصور                                       |
| ---- | --------- | ------------- | ------------------------------------------- |
|      | نصف روبية | 1944          | تنين مزخرف                                  |
|      | 1 روبية   | 1944          | زراعة الأرز؛ شجرة البانيان                  |
|      | 5 روبية   | 1944          | بيت باتاك ؛ امرأة باتاكية                   |
|      | 10 روبية  | 1944          | راقصة جاوية ؛ بوذا، ستوبا (معبد بوروبودور ) |
|      | 100 روبية | 1944          | فيشنو على جارودا، سارودا، أسد؛ دمية وايانغ  |

## الأعمال المذكورة
قالب:Indonesian currency and coinage